# Ledina na Jelovici
Ledina na Jelovici este o arie protejată (arie specială de conservare — SAC, sit de importanță comunitară — SCI) din Slovenia întinsă pe o suprafață de 23,19 ha, integral pe uscat.

## Localizare
Centrul sitului Ledina na Jelovici este situat la coordonatele 46°15′40″N 14°06′33″E / 46.2611°N 14.1092°E.

## Înființare
Situl Ledina na Jelovici a fost declarat sit de importanță comunitară în aprilie 2004 pentru a proteja un număr necunoscut de specii din flora spontană și fauna sălbatică aflate în arealul zonei. Situl a fost protejat și ca arie specială de conservare în februarie 2012.

## Biodiversitate
Situată în ecoregiunea alpină, aria protejată conține 2 habitate naturale: Mlaștini turboase de tranziție și turbării mișcătoare, Mlaștini împădurite.
La baza desemnării sitului se află un număr nedeclarat de specii protejate.